# Coregonus confusus
Coregonus confusus is een straalvinnige vissensoort uit de familie van de zalmen (Salmonidae) en de onderfamilie van de houtingen. De wetenschappelijke naam van de soort is voor het eerst geldig gepubliceerd in 1885 door de Zwitserse zoöloog Victor Fatio. Deze houting heet in Zwitserland "Pfärrit".

## Herkenning
De vis kan maximaal 35 cm lang worden en heeft 33 tot 38 kieuwboogaanhangsels.

## Verspreidingen
Deze soort houting is endemisch in Zwitserland en komt alleen voor in het Meer van Biel (33 km²) en mogelijk ook in het Meer van Neuchâtel (204 km²) en is uitgestorven in het Meer van Murten (21 km²). De vis paait op grote diepte (35 tot 40 m) boven modderbodems, maar in het Meer van Biel ook op geringere diepte.

## Status
De introductie van andere soorten houtingen vormt mogelijk een bedreiging voor de populaties en daarom staat deze soort als kwetsbaar op de Rode Lijst van de IUCN.